# Эррера, Чус
Хесус «Чус» Эррера Алонсо (5 февраля 1938 — 20 октября 1962) — испанский футболист, который играл на позиции нападающего.

## Биография
Эррера родился в Кабуэньесе, Хихон, в семье футболиста. Его отец Эдуардо Эррера был ключевым нападающим «Реал Овьедо» в 30—40-х годах. Чус Эррера также дебютировал на профессиональном уровне с «Реал Овьедо», сыграв два сезона с клубом в Сегунде. В 1958 году он присоединился к «Реал Мадриду».
Во время своей игры за «бланкос» Эррера в основном довольствовался ролью резервиста на фоне таких звёзд, как Альфредо Ди Стефано, Франсиско Хенто, Раймон Копа, Ференц Пушкаш и Эктор Риаль. В розыгрыше Кубка европейских чемпионов 1959/60 он забил три гола в пяти матчах: два в ворота «Женесс Эш» (домашняя победа 7:0) и один в ворота «Ниццы» (поражение 2:3). Во втором матче с французами «Реал» отыгрался со счётом 4:0 и прошёл дальше.
13 марта 1960 года Эррера сыграл один товарищеский матч за сборную Испании против Италии в Барселоне, хозяева одержали победу со счётом 3:1.
4 сентября 1960 года Эррера забил четвёртый гол в матче Межконтинентального кубка против «Пеньяроля», в итоге «Реал» выиграл со счётом 5:1. Вскоре после этого, однако, руководство «Реала» сообщило, что он не удовлетворяет требованиям клуба. В январе 1962 года он был отдан в аренду до конца сезона «Реал Сосьедад», который в итоге вылетел из высшей лиги.
Вскоре после прибытия в стан «Реал Сосьедад» Эррера завершил карьеру. 20 октября 1962 года в возрасте всего лишь 24 лет он умер от рака в Овьедо.

## Достижения
«Реал Мадрид»
- Межконтинентальный кубок: 1960
- Кубок европейских чемпионов УЕФА: 1958/59, 1959/60
- Чемпионат Испании: 1960/61